# Mycoplasma amphoriforme
Mycoplasma amphoriformeはマイコプラズマ属細菌の一種である。この属の細菌は細胞膜の周囲に細胞壁がない。細胞壁がないため、ペニシリンや他のβ-ラクタム系抗生物質など細胞壁合成を標的とする一般的な抗生物質が有効でない。マイコプラズマは現在発見されている中で最も小さな細菌細胞であり、酸素がなくても生存でき、その直径は通常約0.1μmである。
ヒトの呼吸器感染症で見つかり、免疫抑制患者における慢性気管支炎と関連している。滑走運動性、M. gallisepticumに類似するprotruding polar tip、M. pneumonia's.に類似するpolar tipの細胞骨格構造を持つことが観察されている。感染者は呼吸数の増加や脈拍数の増加といった下気道感染症の症状を示す。
基準株はstrain A39 = ATCC BAA-992 = NCTC 11740。